# Szvétecz Ernő
Szvétecz Ernő szlovénül Ernest Svetec (Tótfalu, 1892. október 18. – Jakutföld, 1925. k.) magyarországi szlovén kommunista.
A ma Szentgotthárd részét képező Rábatótfalu községben született Szvétecz Mihály és Korpics Anna gyermekeként. Eredetileg asztalosnak készült, s inasként dolgozott a gornja radgonai vasút közelében. Húszéves korában kapcsolatba került a baloldali mozgalommal, s propaganda, valamint szervező tevékenységeket folytatott a karintiai Villachban.

Az első világháborúban katonaként szolgált az orosz front Kárpátokban húzódó szakaszán 1914 és 1915 között. 1915-ben az oroszok foglyul ejtették és Kelet-Szibériába internálták. Az októberi forradalomból kivette a részét, mint agitátor, s az azt követő szovjet-oroszországi polgárháborúban harcolt a fehérgárdisták ellen Szibériában.
A háború után továbbra is Szovjet-Oroszországban maradt. 1925-ben a Jakut Köztársaságban utólagos ellenforradalmi megmozdulás tört ki 1925-ben. A bolsevik erők egyik parancsnokaként részt vett a felkelők elleni harcban, ahol életét vesztette.

A szocializmus idején a magyarországi szlovének egyik jelentős személyeként tartották számon a kommunista mozgalmakban végrehajtott tevékenységéért. Szülőfalujában utcát neveztek el róla, amely a rendszerváltás után is fennmaradt.

## Külső hivatkozás
- Francek Mukič – Marija Kozar: Slovensko Porabje, Mohorjeva Družba, Celje 1982.